# Phyllagathis truncata
Phyllagathis truncata är en tvåhjärtbladig växtart som beskrevs av Carlo Hansen. Phyllagathis truncata ingår i släktet Phyllagathis och familjen Melastomataceae. Inga underarter finns listade i Catalogue of Life.